# Fediverse
Fediverse (un joc de cuvinte care îmbină termenii „federație” și „univers”) este un ansamblu de servere federate (adică interconectate) care sunt utilizate pentru publicarea de conținut online (spre exemplu, rețele sociale, microblogging, blogging sau site-uri web) și pentru găzduire de fișiere. Deși serverele din Fediverse sunt găzduite independent, pot comunica între ele.
Pe diferite servere (tehnic vorbind, diferite instanțe), utilizatorii își pot crea identități. Aceste identități pot comunica peste granițele instanțelor deoarece software-ul care rulează pe servere acceptă unul sau mai multe protocoale de comunicare care urmează un standard deschis. Ca identități pe fediverse, utilizatorii pot posta text și alte forme de conținut sau pot urmări postările altor identități. În unele cazuri, utilizatorii pot afișa sau partaja date (video, audio, text și alte fișiere) în mod public sau doar cu un grup selectat de identități și pot permite altor identități să editeze datele altor utilizatori (cum ar fi un calendar sau o agendă de adrese). O caracteristică cheie distinctivă a fediverse este descentralizarea. Nu există nicio autoritate centrală care să controleze sau să determine ceea ce este acceptabil, deoarece fiecare instanță este independentă.

## Istoric
În 2008, Evan Prodromou a fondat rețeaua de socializare identi.ca. A publicat software-ul GNU social sub o licență liberă ( GNU Affero General Public License, AGPL). Acesta a definit protocolul OStatus. În afară de serverul care găzduia domeniul identi.ca, au existat puține alte instanțe, conduse de oameni pentru uzul propriu. În 2011 sau 2012, identi.ca a trecut la un alt software numit pump.io. Au fost create mai multe instanțe sociale GNU noi. În același timp cu GNU social, alte proiecte precum Friendica, Hubzilla, Mastodon și Pleroma au integrat protocolul OStatus, extinzând astfel fediverse (deși Mastodon și Pleroma au renunțat de atunci la protocolul OStatus în favoarea ActivityPub). În tot acest timp, au evoluat și alte protocoale de comunicare, dintre care unele au devenit pachete software în uz. 
În ianuarie 2018, W3C a prezentat protocolul ActivityPub, cu scopul de a îmbunătăți interoperabilitatea între diferite pachete software rulate pe o rețea largă de servere. Începând cu august 2018, acest protocol era implementat în treisprezece pachete software și a devenit protocolul dominant utilizat în fediverse.

## Protocoale de comunicare utilizate în fediverse

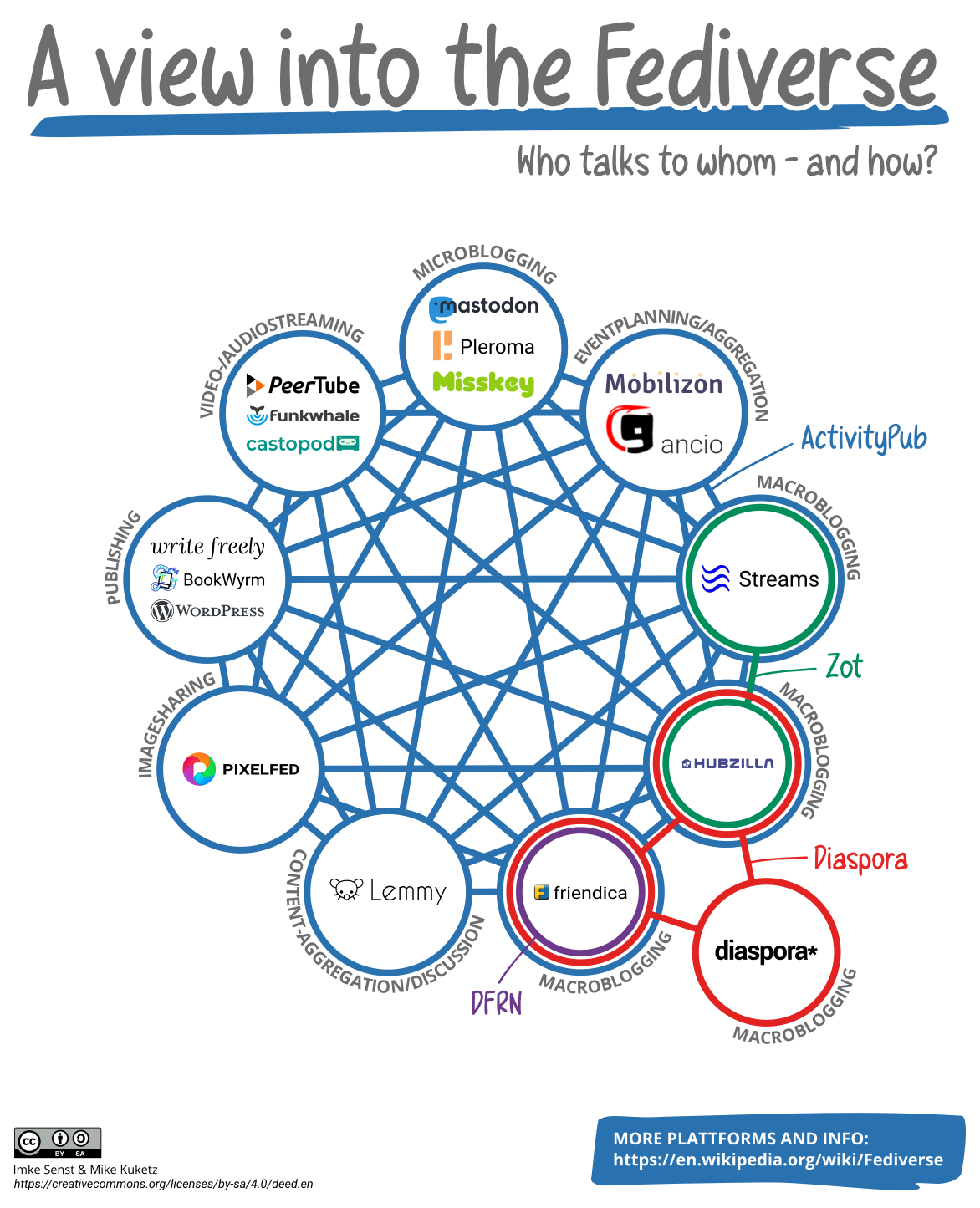
Extras din protocoale și platforme comune în Fediverse (2023)

Aceste protocoale de comunicație, care implementează standarde deschise, sunt utilizate în fediverse:
- ActivityPub
- Diaspora network
- OStatus
- Zot & Zot/6[7]

## Pachete software Fediverse

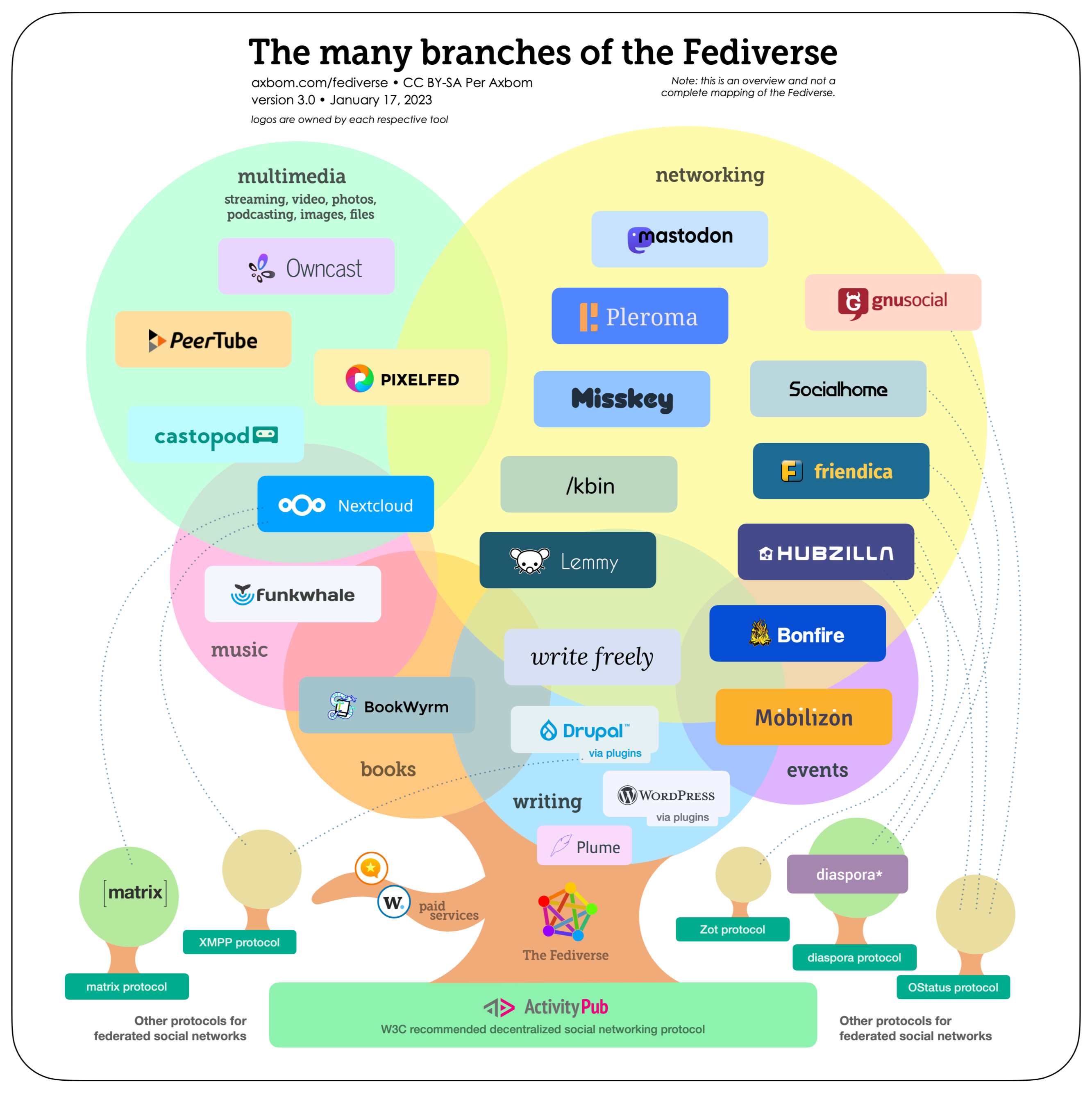
Diferitele platforme ale ecosistemului fediverse, precum și alte rețele federate, vizualizate ca un arbore

Pachetele software utilizate în fediverse sunt de tipul software liber cu sursă deschisă. Unele dintre ele seamănă vag cu Twitter în stil (de exemplu, Mastodon, Misskey, GNU social și Pleroma, toate fiind platforme de microblogging care funcționează similar), în timp ce altele includ mai multe opțiuni de comunicare și tranzacții care sunt în schimb comparabile cu Google+ sau Facebook (cum este cazul cu Friendica și Hubzilla).

## Statistici utilizatori
Periodic, sunt publicate statistici actualizate despre fediverse pe site-uri de monitorizare precum the-federation.info. Statisticile de pe aceste site-uri indică gradul de utilizare al ecosistemului, dar nu oferă numere exact de utilizatori, deoarece pot agrega doar date de la instanțe care utilizează protocolul NodeInfo pentru a publica statistici de utilizare. Nu există nicio garanție că toate instanțele sunt cunoscute de aceste site-uri, iar unele instanțe pot dezactiva NodeInfo sau pot fi construite pe baza unui pachet software care nu implementează NodeInfo. Unele dintre aceste site-uri de monitorizare includ date de la orice software federat care îl publică folosind NodeInfo, nu doar software fediverse.